# Paromenia quimbayensis
Paromenia quimbayensis är en insektsart som beskrevs av Kuhlgatz et Melichar 1902. Paromenia quimbayensis ingår i släktet Paromenia och familjen dvärgstritar. Inga underarter finns listade i Catalogue of Life.